# 16-дюймова гаубиця M1920
У 16-дюймові гаубиці M1920 (406 мм) належали до берегової артилерії та встановлювались для захисту великих американських портів між 1922 та 1947. Тільки чотири одиниці цієї зброї були розгорнуті, усі у Форт Сторі, штат Вірджинія. Всі гаубиці були списані протягом декількох років після Другої Світової Війни.

## Історія
Перед початком Першої Світової війни в 1914 році стрімкий розвиток лінкорів призвів до того, що берегова оборона США не могла їм ефективно протистояти. Спочатку проблему намагалися вирішити розміщенням деяких  з наявних 12-дюймових гармат на установки, які дозволяли піднімати ствол на високий кут для збільшення дальності вогню.
Реалізація цієї програми лише розпочалася, коли США вступило у Першу Світову війну у квітні 1917 року. Корпус берегової артилерії армії США був направлений на європейський театр бойових дій і оперував практично всіма важкими гарматами, які використовувала американські війська, оскільки Корпус був єдиною складовою армії, що мав досвід роботи з важкою артилерією та значну чисельність.  Серед кількох видів важких гармат французького виробництва, які використовував Корпус, були дві 400 мм (15,75 дюймові) 1916 гаубиці. Ця зброя  поєднувала важкий снаряд з високою траєкторією його польоту. Він падав майже вертикально вниз на ворожі окопи і укріплення. Для берегової артилерії важлива була ця здатність, оскільки вона дозволяла вражати тонку палубну броню ворожих кораблів. Спочатку експериментальний зразок 16-дюймової гаубиці M1918, довжиною ствола 18 калібрів, був виготовлений і змонтований на залізничній платформі. Його випробування показали, що аналогічна зброя з довшим стволом, який би збільшив дальність стрільби, підходить для використання у береговій обороні. Так з'явилася 16-дюймові гаубиці M1920, з довжиною ствола 25 калібрів (10 метрів). Розроблена для  M1920 Кінг залізнична платформа дозволяла вести вогонь, піднімаючи ствол на 65 градусів.
Сукупні наслідки перемир'я 11 листопада 1918 року і підписання Версальського договору у червні 1919 року, які закінчили «війною за припинення всіх воєн», призвели до значного скорочення військового бюджету. Хоча нова 16-дюймова гаубиця все ж виготовлена, але у  дуже обмеженій кількості. Тільки чотири гаубиці M1920 були розгорнуті в Форт Сторі, штат Вірджинія 1923 року, для оборони Чесапікської затоки.

## Зображення

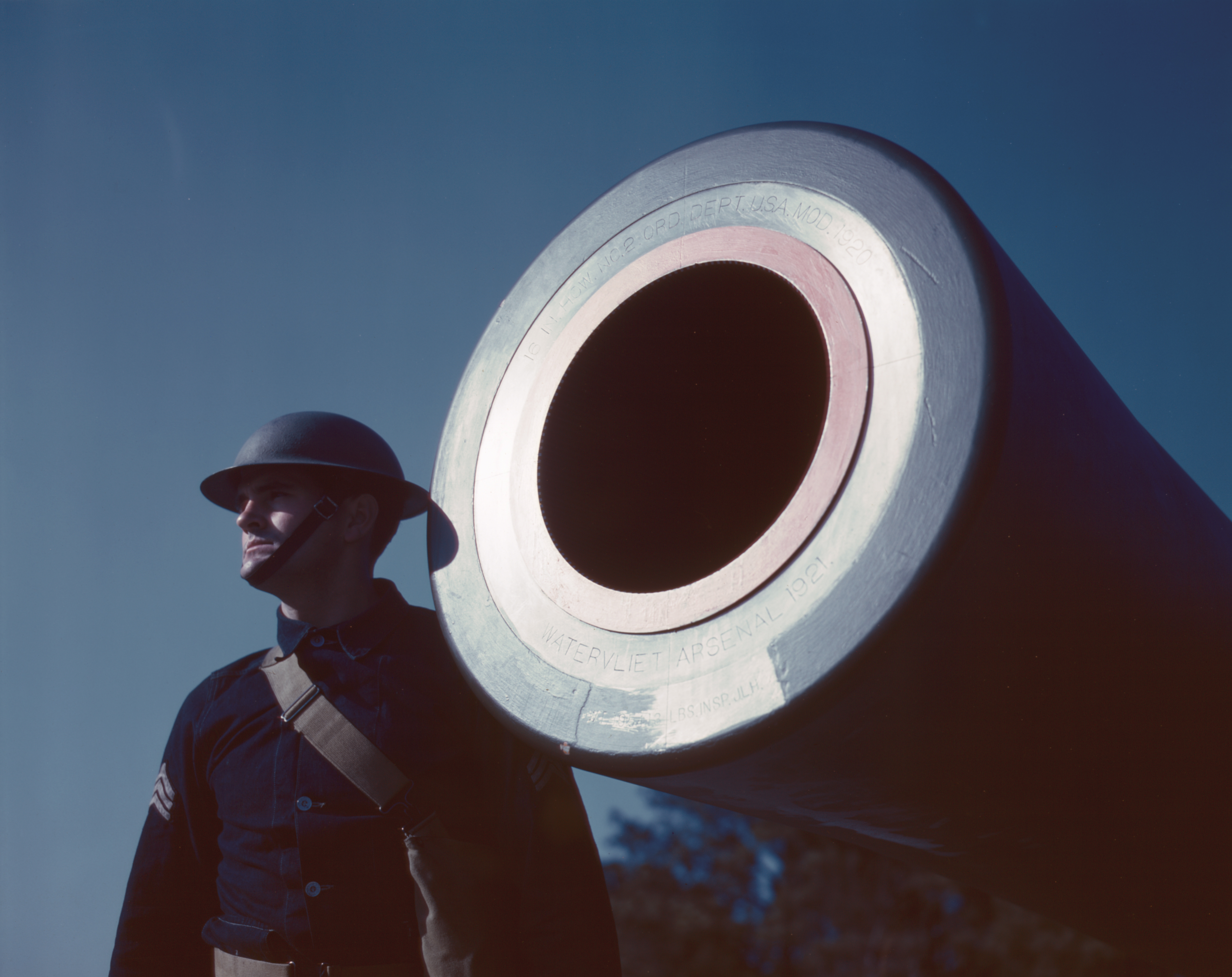
Солдат з 16-дюймовою гаубицею у 1942.
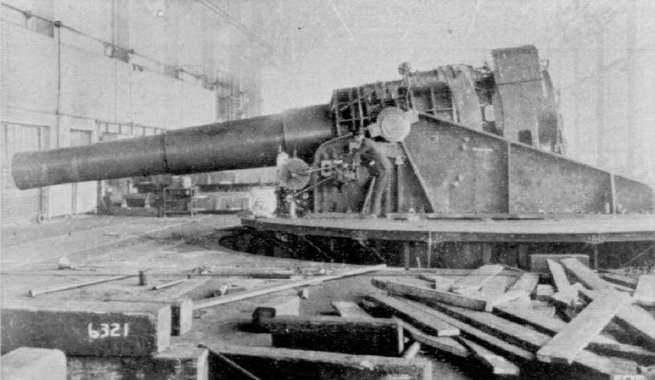
16-дюймова гаубиця на завершальних стадіях установки
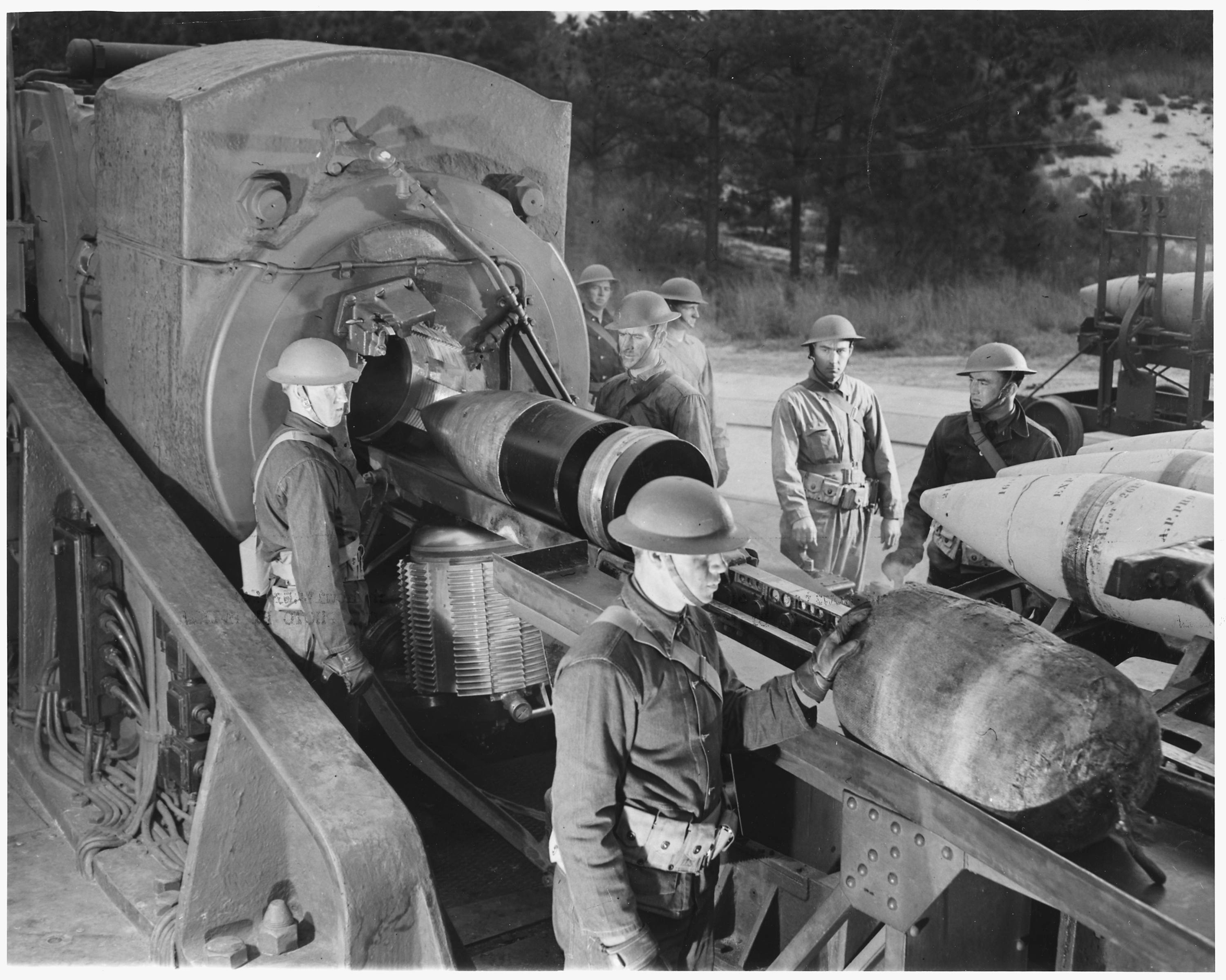
Тренувальне заряжання 16-дюймової гаубиці